# Scaphisoma impar
Espèce
Scaphisoma impar est une espèce de coléoptères de la famille des Staphylinidae et de la sous-famille des Scaphidiinae.

## Répartition et habitat
Cette espèce est décrite du Sri Lanka.